# 恋愛ニート〜忘れた恋のはじめ方
『恋愛ニート〜忘れた恋のはじめ方』（れんあいニート わすれたこいのはじめかた）は、TBS系列の金曜ドラマ枠（毎週金曜日22:00 - 22:54、JST）で2012年1月20日から3月23日まで放送された日本のテレビドラマ。主演は仲間由紀恵。

## 概要
「恋愛ニート」とは恋愛についてまったく知識がなく、異性との恋愛を諦めてしまっている若者のこと。この作品では彼氏・彼女がいない、恋愛から遠ざかった男女6人の恋愛ニートの悪戦苦闘をコメディタッチで描く。
主演の仲間は『ジョシデカ!-女子刑事-』（2007年10月期）以来5年ぶりのTBS連続ドラマ主演作で､
連続ドラマの出演は『美しい隣人』（2011年1月期、関西テレビ・フジテレビ系列）以来1年ぶりである。
また、共演の佐々木蔵之介は前クールの『僕とスターの99日』（フジテレビ系列）から2クール連続での出演となる。さらに、『non-no』（集英社）の専属ファッションモデルでタレントの本田翼は本作で女優デビューする。
キャッチコピーは「恋ほどリスクの高いものはない。」。

## あらすじ
出版社「パンドラ書房」販売促進部に勤務する木下凛は、友人・渡辺美帆の離婚式に同じく友人の相沢奈々子と出席した際、松本直哉・槙野駿平・多田耕太の3人に出会う。凛は、8年前のある出来事をきっかけに、恋愛から遠ざかってしまった、恋愛ニートだった。そのため、職場でも上司や部下から敬遠され、家庭でも弟たちのために懸命に努めようとするも、どこか距離が生じていた。そんな凛を見て、パンドラ書房の社長・雨宮博美は、直哉たちに凛と交際をするよう頼む。実は彼らも様々な理由から、恋愛から遠ざかっていた男たちだった。初めは彼らからのアプローチに辟易していた凛だったが、伊藤雅人との関係が白紙になった菜々子との会話を通し、もう一度恋愛と向き合おうとする。

## キャスト

### 主要人物
木下 凛〈32〉
演 - 仲間由紀恵（幼少期：谷花音）
出版社「パンドラ書房」販売促進部勤務。美人だが、様々なトラブルを排除すべく女性らしさを封印した結果、堅物な性格で上司や部下からは敬遠されるようになる。両親は9年前に事故で他界した。妹弟の親代わりを務め、自分のことは後回しにして来たため、恋愛とも無縁な生活を送っていた。
松本 直哉〈43〉
演 - 佐々木蔵之介
「デンタルクリニック松本」院長。富山県出身。自他共に認めるエリート、かつマスコミに紹介される程の開業医で、病院には女性患者が多く訪れているが、結婚願望はない。趣味はスイーツの食べ歩きで、特にプリンが大好物。峻平、多田と「スイーツ同好会」を結成した。美帆の「離婚パーティ」で凛らと出会う。
渡辺 美帆〈32〉
演 - 市川実日子
「トレンド東京」 グルメレポートライター。凛と高校時代からの友達。些細な理由で一史と離婚する。「やり直すなら35歳まで」「結婚は、女の幸せ」と考えており、今すぐにでも再婚したいと思っている反面、30歳を過ぎて一から恋愛することに一抹の不安を抱えている。
槙野 駿平〈24〉
演 - 永山絢斗
決まった定職に就かず、フリーター生活を楽しんでいる。草食系に見えて、実は策略家かつ肉食系の「ロールキャベツ男子」。頭の回転が速く、相手の気持ちも察し、立ち回ることが出来る。恋愛は空虚な時間を埋めるものだと考えており、いわゆる本気の恋愛が出来ないタイプだ。
多田 耕太〈43〉
演 - 田中裕二（爆笑問題）
食品メーカー「NOPPOフーズ」フレーバー第一開発部に勤める、菓子に香りづけをするフレーバリスト。恋愛に奥手で、惚れっぽいが振られやすい苦労人。度重なる失恋経験で「女は外見でしか男を選ばない」「面倒な結婚生活を送るくらいなら猫と暮らしてる方が幸せ」と半ば恋愛を諦め気味だが、「いつか自分の良さを分かってくれる女性が現れるかもしれない」と密かに思っている。スイーツ研究と猫が、心の拠り所である。
相沢 菜々子〈42〉
演 - りょう
PR会社「代官山カンパニー」副社長。バブル世代のため、すべてにおいて一流志向。モットーは、「人生を楽しめ!女を楽しめ!」。華やかな容姿と豊富な恋愛遍歴を持つ他、面倒見が良い姉御肌で、男性ファンが多く、凛にとっても、本音を話せる貴重な存在。年齢もあって、雅人と結婚することを考えていたが、突然別れを告げられる。

### パンドラ書房
雨宮 博美〈52〉
演 - 室井滋
社長。ペンネームはゆあんで『忘れた恋のはじめ方』著者。入社当時から凛に目をかけ困っている時は暖かい言葉で助言する。離婚歴が1度あり、現在独身。
神山 純一郎〈40〉
演 - 橋本じゅん
凛の上司。凛と社員が揉めた時も間に入り、上手く場をまとめ諌めるが、時にセクハラ紛いの発言をする。
高橋 明〈23〉
演 - 夕輝壽太
新入社員で、凛の部下。仕事は凛の仕事ぶりに付いていけず失敗の連続で、入社半年で体重が5㎏も減ってしまったが、凛がミスした時はさり気なくフォローする一面を見せる。
中村 大
演 - 佐々木卓馬
小泉 徹
演 - 南周平
田辺 一
演 - オオニシ

### 木下家
木下 結衣〈17〉
演 - 本田翼
凛の妹。高校2年生。姉には感謝しているが、その思いを言葉に出せないでいる。また、姉の様な堅物な女にはなりたくないと思っている。
木下 樹〈14〉
演 - 西山潤（少年期：青木淳耶）
凛の弟。中学2年生。姉を気遣う優しい心を持っている。両極端な性格の姉達を見てきたせいか、女性への興味や恋愛に対する憧れが薄く、どこか冷めている。

### その他
小早川 隆志〈34〉
演 - 森山栄治
3人組行きつけの「ぼんやりするBar」マスター。「スイーツ同好会」の強い要望でメニューにないスイーツを提供する。
山田 拓也〈17〉
演 - 永瀬匡
結衣の高校の同級生で恋人。実家は中華料理屋を営んでいる。
川島 サオリ〈30〉
演 - 能世あんな
駿平の同棲相手。ネイリストとクラブホステスを兼業している。

### ゲスト
第1話
松本 聡子
演 - 加賀まりこ（第5話）
直哉の母親。直哉が幼い頃、夫と死別している。芯が強い性格。立派に独り立ちしている息子を今でも何かと心配しており、息子に結婚してもらうため、富山から上京する。
伊藤 雅人
演 - 岡田浩暉（第7 - 8話）
菜々子と別れた彼氏。物事を決められない優柔不断な性格である。
佐藤 一史
演 - 竹財輝之助（第9話）
美帆と別れた夫。飼っていた猫が原因で離婚する。子会社への左遷、新しく子供も産まれるので余裕がなくなり慰謝料が払えないと美帆に話す。
小池
演 - 伊藤正之
凛が担当する書店の店長。
第6話
斉藤 妙子
演 - 横山めぐみ（第7話）
駿平の母親。男性と付き合っている時は家に戻らず、別れて息子の元へ帰るの繰り返しで親子関係に溝が出来る。
第7話
伊藤 友子
演 - 上田眞央
雅人の妻。早く子供が欲しいと夫にお願いする。
第8話
岡野 ゆかり
演 - 小島聖
直哉の元彼女、新しくクリニックを開業する相談のため、何年かぶりに再会する。
第9話
中里 圭吾
演 - 草刈正雄（最終話）
「ぼんやりするBar」で直哉らと偶然居合わせ、凛との関係を悩む直哉に恋愛アドバイスする。

## スタッフ
- 脚本 - 永田優子
- 音楽 - 山下康介
- プロデューサー - 高成麻畝子、鈴木早苗、志村彰（The icon）、関川友理（The icon）
- プロデューサー補 - 荻原孝明、松本明子
- 演出 - 高成麻畝子、大澤祐樹、吉田秋生、棚澤孝義
- 制作協力 - The icon
- 製作著作 - TBS

## 主題歌
- Ms.OOJA「Be...」（UNIVERSAL SIGMA）

## 放送日程
| 各話                                                      | 放送日        | サブタイトル（オンエア時） | 演出       | 視聴率 |
| --------------------------------------------------------- | ------------- | -------------------------- | ---------- | ------ |
| Lesson 1                                                  | 2012年1月20日 | シンデレラになりましょう   | 高成麻畝子 | 11.9%  |
| Lesson 2                                                  | 2012年1月27日 | エア恋愛のススメ           | 高成麻畝子 | 08.6%  |
| Lesson 3                                                  | 2012年2月03日 | 年上女の落ちる穴           | 大澤祐樹   | 09.3%  |
| Lesson 4                                                  | 2012年2月10日 | 危険な告白の行方           | 大澤祐樹   | 08.8%  |
| Lesson 5                                                  | 2012年2月17日 | 未来の姑現る!?             | 吉田秋生   | 07.1%  |
| Lesson 6                                                  | 2012年2月24日 | 「好き=隙」の方程式        | 棚澤孝義   | 08.2%  |
| Lesson 7                                                  | 2012年3月02日 | 危険な三角関係             | 大澤祐樹   | 09.0%  |
| Lesson 8                                                  | 2012年3月09日 | 大切なのは誰?              | 吉田秋生   | 09.0%  |
| Lesson 9                                                  | 2012年3月16日 | 8年分の涙                  | 大澤祐樹   | 09.9%  |
| Last Lesson                                               | 2012年3月23日 | 失くした恋の見つけ方       | 高成麻畝子 | 08.8%  |
| 平均視聴率 9.1%（視聴率は関東地区・ビデオリサーチ社調べ） |               |                            |            |        |